# Marlborough House
Marlborough House – zabytkowy gmach w centrum Londynu, była rezydencja królewska, obecnie siedziba Sekretariatu Wspólnoty Narodów.
Budynek został wzniesiony na polecenie księżnej Marlborough, żony słynnego dowódcy wojskowego, 1. księcia Malborough, i zarazem najbliższej przyjaciółki królowej Anny. Budowę ukończono w 1711. Przez kolejne 100 lat był stołeczną rezydencją książąt Marlborough. W 1817 został przejęty przez rodzinę panującą i uzyskał status rezydencji królewskiej. W 1863 stał się siedzibą księcia Walii, używaną przez niego aż do 1901, kiedy to po śmierci matki wstąpił na tron jako Edward VII. Książę znany był z zamiłowania do życia towarzyskiego, dzięki czemu Marlborough House stał się w tym okresie jednym z najważniejszych miejsc spotkań londyńskich elit.
W 1936 gmach został przekazany wdowie po zmarłym królu Jerzym V, królowej Marii. Mieszkała w nim ona aż do śmierci w 1953. W 1965 Elżbieta II podarowała budynek powstającemu właśnie Sekretariatowi Wspólnoty Narodów. Do dziś stanowi on główną siedzibę tej organizacji.